# Brandon Horvath
Brandon Horvath (West River, 3 april 1999) is een Amerikaans basketballer.

## Carrière
Horvath speelde van 2017 tot 2021 collegebasketbal voor de UMBC Retrievers. In het seizoen 2021/22 speelde hij nog voor de Utah State Aggies. Horvath werd niet gekozen in de NBA Draft van 2022. Hij tekende zijn eerste contract bij de Franse tweedeklasser Saint-Quentin Basket-Ball, waar hij een seizoen speelde. In 2023 tekende hij bij de Belgische eersteklasser Brussels Basketball, waar hij ook een seizoen speelde. Voor het seizoen 2024/25 tekende hij bij het Duitse Bamberg Baskets.